# Antoine Bloyé
Antoine Bloyé è un romanzo di Paul Nizan, pubblicato a Parigi nel 1933 dalla casa editrice Grasset.

## Presentazione
A detta di Nizan, il libro parla "della vita di un uomo. Un uomo che ha un lavoro, una moglie, dei figli e che finisce per morire... Antoine Bloyé è un uomo che è costantemente consumato dalla morte, perché non compie i gesti che la annullano. Non ottiene nulla: esiste come tutti gli altri; come tutti gli uomini borghesi, vive in modo immaginario, in un mondo di fantasmi: i fantasmi del dovere, dell'amore, del lavoro, dell'ambizione, del successo. La sua vita non ha senso, non ha speranza. Sperimenta l'angoscia della morte a causa di tale vuoto radicale."
Sempre secondo Nizan, "[l]a morte e la borghesia sono i temi principali di questo libro. Intorno a loro si svolge la descrizione di un'epoca e di costumi più o meno aboliti. L'ambiente in cui è ambientato il romanzo è quello delle ferrovie, che non è meno singolare di quello marinaresco".

## Trama
Studente coscienzioso e intelligente, Antoine Bloyé, figlio di un scaricatore di pacchi della PO e di una donna delle pulizie, dalla scuola di arti e mestieri di Angers risale la scala sociale fino a diventare capo-officina di una compagnia ferroviaria. Tuttavia, nel 1914 arriva la prima guerra mondiale, e le officine iniziano a produrre proiettili.

## Edizioni
- Antoine Bloyé, Parigi, Éditions Bernard Grasset, 1933.
- Antoine Bloyé, Le Livre de poche, Parigi, Librairie générale française, 1971.
- Antoine Bloyé, Les Cahiers Rouges, Parigi, Éditions Bernard Grasset, 2005.